# Dia Nacional da Música Clássica

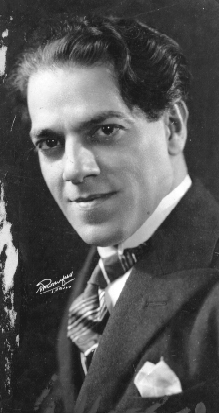
Heitor Villa-Lobos (c. 1922)

Dia Nacional da Música Clássica, a data foi escolhida, 5 de março, no Brasil, por marcar o aniversário de Heitor Villa-Lobos, um dos mais importantes compositores brasileiros e o mais famoso da América do Sul, nascido em 1887.
Instituída pelo decreto do governo federal de 13 de Janeiro de 2009.
Música clássica também conhecida como música erudita. Ela abrange o período que vai do século IX até o presente. As normas centrais foram descritas entre o final do século XVI e o fim do século XVIII. É a música em sua forma mais elaborada. A música em sua excelência.